# West Indies Cricket Team in England in der Saison 2024
Die Tour des West Indies Cricket Teams in England in der Saison 2024 fand vom 10. bis zum 28. Juli 2024 statt. Die internationale Cricket-Tour war Bestandteil der Internationalen Cricket-Saison 2024 und umfasste drei Test. Die Tests waren Bestandteil der ICC World Test Championship 2023–2025. England gewann die Serie mit 3–0.

## Vorgeschichte
Beide Mannschaften spielten zuvor beim ICC Men’s T20 World Cup 2024. Die West Indies erreichten dabei die Super-8-Runde, England schied im Halbfinale aus. Das letzte Aufeinandertreffen der beiden Mannschaften bei einer Tour fand in der Saison 2023/24 in den West Indies statt.

## Stadien
| Stadion                  | Stadt      | Kapazität | Spiele  |
| ------------------------ | ---------- | --------- | ------- |
| Edgbaston Cricket Ground | Birmingham | 24.803    | 3. Test |
| Lord’s Cricket Ground    | London     | 30.000    | 1. Test |
| Trent Bridge             | Nottingham | 15.350    | 2. Test |

## Kaderlisten
Die West Indies benannten ihren Kader am 4. Juni 2024.
England benannte seinen Kader am 30. Juni 2024.
| Twenty20 | Twenty20 |
| England | West Indies |
| --- | --- |
| - Ben Stokes (K) - James Anderson - Gus Atkinson - Shoaib Bashir - Harry Brook - Zak Crawley - Ben Duckett - Dan Lawrence - Dillon Pennington - Ollie Pope - Matthew Potts - Joe Root - Jamie Smith (wk) - Chris Woakes - Mark Wood | - Kraigg Brathwaite (K) - Alzarri Joseph (VK) - Alick Athanaze - Joshua Da Silva (wk) - Jason Holder - Kavem Hodge - Tevin Imlach - Shamar Joseph - Jeremiah Louis - Mikyle Louis - Zachary McCaskie - Kirk McKenzie - Gudakesh Motie - Kemar Roach - Jayden Seales - Kevin Sinclair |

## Tour Match
| 3. – 5. Juli Scorecard | Beckenham | West Indies 339 (72.1) & 196-5d (44) | – | First Class Counties XI 373-4d (85) & 30-2 (10.3) |
|                        |           | Remis                                |   |                                                   |

## Tests

### Erster Test in London
| 10. – 12. Juli Scorecard | London (Lord’s) | West Indies 121 (41.4) & 136 (47)              | – | England 371 (90) |
|                          |                 | England gewinnt mit einem Innings und 114 Runs |   |                  |

England gewann den Münzwurf und entschied sich, als Feldmannschaft zu beginnen. Für die West Indies erzielte Eröffnungs-Batter Mikyle Louis, bevor Alick Athanaze und Kavem Hodge eine Partnerschaft formten. Athanaze gelangen 23 Runs und Hodge schied kurz darauf nach 24 Runs aus. Daraufhin formten Alzarri Joseph und Gudakesh Motie eine weitere Partnerschaft. Joseph schied nach 17 Runs aus, während Motie das Innings ungeschlagen mit 14* Runs beendete und so das Ergebnis nach dem ersten Innings auf 121 Runs erhöhen konnte. Bester englischer Bowler war Gus Atkinson mit 7 Wickets für 45 Runs. Für England formten der Eröffnungs-Batter Zak Crawley und der dritte Schlagmann Ollie Pope eine Partnerschaft. Pope erzielte ein Fifty über 57 Runs und wurde gefolgt durch Joe Root. Crawley erreichte 76 Runs und, nachdem Harry Brook aufs Feld gekommen war, endete der Tag beim Stand von 189/3. Am zweiten Tag verlor Brook sein Wicket nach einem Fifty über 50 Runs, woraufhin Jamie Smith ihm ins Spiel folgte. Root schied nach einem Fifty über 68 Runs aus und Chris Woakes gelangen daraufhin 23 Runs. Smith verlor das letzte Wicket des Innings nach einem Fifty über 70 Runs und erhöhte so den Vorsprung auf 250 Runs. Bester Bowler der West Indies war Jayden Seales mit 4 Wickets für 77 Runs. Für die West Indies bildete der Eröffnungs-Batter Mikyle Louis mit dem vierten Schlagmann Alick Athanaze eine Partnerschaft. Louis erzielte 14 Runs und nachdem Jason Holder aufs Feld gekommen war, schied Athanaze nach 22 Runs aus. Holder verlor mit dem letzten Ball des Tages sein Wicket nach 20 Runs und so endete er Tag beim Stand von 79/6. Am dritten Tag war Gudakesh Motie der einzige Batter der mit 31* Runs eine zweistellige Run-Zahl erreichte und so endete das west-indische Innings mit einer Innings-Niederlage. Beste englische Bowler waren Gus Atkinson mit 5 Wickets für 61 Runs und James Anderson mit 3 Wickets für 32 Runs, für den es der letzte internationale Auftritt war. Als Spieler des Spiels wurde Gus Atkinson ausgezeichnet.

### Zweiter Test in Nottingham
| 18. – 21. Juli Scorecard | Nottingham | England 416 (88.3) & 425 (92.2) | – | West Indies 457 (111.5) & 143 (36.1) |
|                          |            | England gewinnt mit 241 Runs    |   |                                      |

Die West Indies gewannen den Münzwurf und entschieden sich als Feldmannschaft zu beginnen. Für England bildete der Eröffnungs-Batter Ben Duckett und der dritte Schlagmann Ollie Pope eine Partnerschaft. Duckett gelang ein Fifty über 71 Runs und an der Seite von Pope erreichte Joe Root 14 und Harry Brook 36 Runs. Nachdem Ben Stokes ins Spiel gekommen war, schied Pope nach einem Century über 121 Runs aus 167 Bällen aus. Er wurde gefolgt durch Jamie Smith und Stokes erzielte ein Fifty über 69 Runs. Daraufhin kam Chris Woakes ins Spiel und nachdem Smith nach 36 Runs sein Wicket verlor, folgte Mark Wood aufs Feld. Woakes schied nach 37 Runs aus und Wood erzielte 13* Runs bis das letzte Wicket des Innings und Tages nach 416 Runs fiel. Bester Bowler der West Indies war Alzarri Joseph mit 3 Wickets für 98 Runs. Am zweiten Tag bildeten für die West Indies die Eröffnungs-Batter Kraigg Brathwaite und Mikyle Louis eine Partnerschaft. Louis erreichte 21 Runs und wurde durch Kirk McKenzie ersetzt. Brathwaite erzielte daraufhin 48 Runs und kurz darauf schied auch McKenzie mit 11 Runs aus. In der Folge bildeten Alick Athanaze und Kavem Hodge eine weitere Partnerschaft. Athanaze erzielte ein Fifty über 82 Runs und wurde durch Jason Holder ersetzt. Hodge gelang ein Century über 120 Runs aus 171 Bällen, woraufhin Joshua Da Silva ins Spiel kam, der mit Holder den tag beim Stand von 351/5 beendete. Am dritten Spieltag schied Holder nach 27 Runs aus und an der Seite von Da Silva konnte Alzarri Joseph 10 und Shamar Joseph 33 Runs erzielen. Da Silva hatte bis dahin ein Fifty über 82* Runs erreicht und so den Vorsprung nach deme ersten Innings auf 41 Runs erhöht. Bester englischer Bowler war Chris Woakes mit 4 Wickets für 84 Runs. Für England formte Eröffnungs-Batter Ben Duckett zusammen mit dem dritten Schlagmann Ollie Pope eine Partnerschaft. Pope gelang ein Fifty über 51 Runs und Duckett ein ebensolches über 76 Runs. In der Fogle formten Joe Root und Harry Brook eine Partnerschaft und beendeten den Tag beim Stand von 248/3. Am vierten Spieltag schied Brook nach einem Century über 109 Runs aus 132 Bällen aus. Chris Woakes kam ins Spiel und erzielte 12 Runs und nachdem Gus Atkinson ins Spiel kam, verlor auch Root sein Wicket nach einem Century über 122 Runs aus 178 Bällen. Atkinson hatte als das letzte Wicket des Innings fiel 21* Runs erzielt und so die Vorgabe für die West Indies auf 385 Runs festgelegt. Bester Bowler der West Indies war Jayden Seales mit 4 Wickets für 97 Runs. Für die West Indies begannen Kraigg Brathwaite und Mikyle Louis. Louis erzielte 17 und Brathwaite 47 Runs, bevor Jason Holder aufs Feld kam. An dessen Seite erreichte Joshua Da Silva 14 Runs, bevor auch Hodler nach 37 Runs sein Wicket verlor. Kurz darauf fiel das letzte Wicket und die West Indies verloren das Spiel. Bester englischer Bowler war Shoaib Bashir mit 5 Wickets für 41 Runs. Als Spieler des Spiels wurde Ollie Pope ausgezeichnet.

### Dritter Test in Birmingham
| 26. – 28. Juli Scorecard | Birmingham | West Indies 282 (75.1) & 175 (52) | – | England 376 (75.4) & 87-0 (7.2) |
|                          |            | England gewinnt mit 10 Wickets    |   |                                 |

Die West Indies gewannen den Münzwurf und entschieden sich als Schlagmannschaft zu beginnen. Für sie formten die Eröffnungs-Batter Kraigg Brathwaite und Mikyle Louis eine Partnerschaft. Louis erreichte 26 Runs und er ihm folgende Kirk McKenzie 12 Runs. Nachdem Kavem Hodge aufs Feld gekommen war, verlor Brathwaite nach einem Fifty über 61 Runs sein Wicket. Ihm folgte Jason Holder und nach dem Ausscheiden von Hodge nach 13 Runs kam Joshua Da Silva ins Spiel. Da Silva gelangen 49 Runs und der ihm folgende Alzarri Joseph 15 weitere. Kurz darauf schied Holder nach einem Fifty über 59 Runs aus. Das letzte Wicket verlor dann Shamar Joseph nach 16 Runs. Beste englische Bowler waren Gus Atkinson mit 4 Wickets für 67 Runs und Chris Woakes mit 3 Wickets für 69 Runs. Für England erzielte Eröffnungs-Batter Zak Crawley 18 Runs, bevor Ollie Pope und Joe Root ins Spiel kamen und den tag beim Stand von 38/3 beendeten. Am zweiten Tag erreichte Pope 10 Runs und der ihm folgende Ben Stokes ein Fifty über 54 Runs. Daraufhin kam Jamie Smith aufs Feld und Root schied nach einem Half-Century über 87 Runs aus. Er wurde gefolgt durch Chris Woakes und nachdem Smith nach 95 Runs ausschied, kam Gus Atkinson ins Spiel. Woakes gelang ein Fifty über 62 Runs und Atkinson verlor das letzte Wicket nach 21 Runs und erhöhte so den Vorsprung nach dem ersten Innings auf 94 Runs. Beste west-indische Bowler waren Alzarri Joseph mit 4 Wickets für 122 Runs und Jayden Seales mit 3 Wickets für 79 Runs. Für die West Indies formte Eröffnungs-Batter Mikyle Louis mit dem vierten Schlagmann Alick Athanaze eine Partnerschaft die den Tag beim Stand von 33/2 beendete. Am dritten Tag erreichte Athanaze 12 Runs und wurde durch Kavem Hodge ersetzt. Louis gelang ein Fifty über 57 Runs und nachdem Jason Holder 12 Runs erzielte, verlor auch Hodge sein Wicket nach einem Fifty über 55 Runs. Kurz darauf endete das Innings mit einer Vorgabe von 82 Runs für England. Bester englischer Bowler war Mark Wood mit 5 Wickets für 40 Runs. Für England konnten dann die Eröffnungs-Batter Ben Stokes und Ben Duckett die Vorgabe im achten Over einholen. Stokes erzielte dabei ein Fifty über 57* Runs und Duckett 25* Runs. Als Spieler des Spiels wurde Mark Wood ausgezeichnet.

## Auszeichnungen

### Player of the Series
Als Player of the Series wurden der folgende Spieler ausgezeichnet.
| Serie | Player of the Series |
| ----- | -------------------- |
| Test  | Gus Atkinson         |

### Player of the Match
Als Player of the Match wurden die folgenden Spieler ausgezeichnet.
| Spiel   | Player of the Match |
| ------- | ------------------- |
| 1. Test | Gus Atkinson        |
| 2. Test | Ollie Pope          |
| 3. Test | Mark Wood           |